# Nicole Chappe
Pour les articles homonymes, voir Chappe.
 (mai 2023).
Si vous disposez d'ouvrages ou d'articles de référence ou si vous connaissez des sites web de qualité traitant du thème abordé ici, merci de compléter l'article en donnant les références utiles à sa vérifiabilité et en les liant à la section « Notes et références ».
Nicole Chappe (née le 23 mars 1956 à Tulle, Corrèze) est une écrivaine française.

## Biographie
Nicole Chappe est née en Corrèze le 23 mars 1956 dans une famille d’agriculteurs. Elle connaît une enfance rurale, marquée par le rythme des saisons de la terre et bercée par les joies simples de la nature. Après des études classiques au lycée Edmond Perrier à Tulle, elle suit un cursus de droit et d’économie. Professeur en lycée, elle enseigne au lycée Jean Favard à Guéret, au lycée Raymond Naves à Toulouse puis au lycée du Castella à Pamiers en Ariège où elle a suivi son mari, l’écrivain Georges-Patrick Gleize, publié chez Albin Michel et Calmann-Lévy.  [réf. souhaitée]
Après quelques publications professionnelles, auditrice de l’Institut des Hautes Études de la Défense Nationale (IHEDN), Nicole Chappe se tourne vers la littérature et publie en 1999 Boucles Blondes, aux Éditions du Ver Luisant (Brive), une œuvre inspirée de ses souvenirs d’enfance dans la France rurale d’alors.  Le succès la conduit à faire paraître en 2001 la suite avec « À Samedi, peut-être… ». À partir de 2004, elle se tourne vers la littérature jeunesse et publie aux Éditions du Matériel Scolaire toute une série d’enquêtes policières destinées aux préadolescents ( Cycle III), faisant évoluer le même personnage dans l’univers des adultes pour résoudre des énigmes, des œuvres toujours pleines de l’authenticité du vécu, capables de faire conjuguer aux jeunes le bonheur et la découverte. Nicole Chappe explore aussi l’univers du conte pour enfant avec Les contes d’Albertine (2004) Les aventures de Tiennou (2012) et Recueil de contes (2020).[réf. souhaitée]
Nicole Chappe écrit aussi des romans féminins tel « Astrid » publié chez Spinelle Éditions (2018), « Du Limousin à Paris, la vie d'une créatrice de mode » ( La Geste – 2023)  et plus récemment « Un amour en Limousin » (La Geste - 2024)[réf. souhaitée]

## Œuvre

### Romans
- Boucles blondes -  Éditions Le Ver Luisant - 1999
- À Samedi, peut-être... -  Éditions Le Ver Luisant - 2001
- Le Capitaine sans bateau -  Éditions Les Monédières - 2008
- Lili des oiseaux -  Éditions Les Monédières - 2011
- Bonsoir, Messieurs !  - Éditions ADM - 2012
- Une enfance en Limousin dans les années 1960 - GESTE Éditions - 2014
- Une vie couleur pastel - Éditions Lucien Souny - 2016
- Mille ans plus loin - 5 Sens Éditions - 2017
- Astrid - Spinelle Éditions - 2018.
- Une enfance en Limousin dans les années 60 - GESTE Poche - 2019 - 2024
- Du Limousin à Paris, la vie d'une créatrice de mode[1] - La Geste - 2023
- Un amour en Limousin[2] - La Geste - 2024

### Jeunesse
- Les Contes d'Albertine - Contes pour enfants - Éditions Le matériel Scolaire - 2004
- La Phrase - Roman jeunesse - Éditions Le matériel Scolaire - 2004
- Ambiance glaciale - Roman jeunesse - Éditions Le matériel Scolaire - 2005
- Vol de toiles sur la toile - Roman jeunesse - Éditions Le matériel Scolaire - 2006
- Les Aventures de Tiennou - Contes pour enfants - Éditions ADM - 2012
- La maison dorée - 5 Sens Éditions - 2018
- Le mystère du vieux livre -  5 Sens Éditions - 2019
- Recueil de contes [3]- 5 Sens Éditions - 2020
- Carton gagnant ! Nombre 7 Éditions - 2021
- La porte aux losanges[4] - 5 sens Editions - 2023

### Autres
- Mon mémo santé - Nombre 7 Éditions - 2021